# Ian Woosnam
Ian Woosnam, né le 2 mars 1958 à Oswestry, est un golfeur gallois.
Il fait partie de la génération de joueurs européens, avec les Severiano Ballesteros, Nick Faldo, Bernhard Langer et Sandy Lyle qui conduisent l'équipe de Ryder Cup européenne pour la première fois à la victoire en 1985. Ils gagneront à nouveau l'édition suivante, aux États-Unis cette fois, avant de la conserver à nouveau en partageant l'édition de 1989. Il participera de nouveau aux victoires lors des éditions 1995 et 1997.
Sur le plan individuel, il obtient un titre du Grand Chelem avec le Masters 1991.
Il a été nommé pour conduire en tant que capitaine l'équipe de Ryder Cup pour l'édition 2006. Cette édition a vu le triomphe de l'équipe européenne, sur le score sans appel de 18 ½ à 9 ½.

## Palmarès

### Majeurs
- Masters 1991

### Circuit Européen
- 1982 Open de Suisse
- 1984 Open de Scandinavie, Silk Cut Masters
- 1986 Lawrence Batley International T.P.C.
- 1987 Championnat du monde de match play, Trophée Lancôme, Open d'Écosse, Open de Madrid, Jersey Open
- 1988 Open d'Europe, Open d'Irlande, Championnat PGA
- 1989 Open d'Irlande
- 1990 Volvo Bonus Pool, Grand Prix d'Europe, Open d'Écosse, Open de Monte Carlo, Amex Med Open, Championnat du monde de match play
- 1991 Monte Carlo Golf Open, Open de Méditerranée
- 1992 European Monte Carlo Open
- 1993 Trophée Lancôme, Murphy's English Open
- 1994 British Masters, Open de Cannes,
- 1996 Open d'Allemagne, Open d'Écosse, Heineken Classic, Johnnie Walker Classic
- 1997 Championnat PGA

### Circuit PGA
- 1991 USF&G Classic

### Ryder Cup
- participation en 1983, 1985, 1987, 1989, 1991, 1993, 1995, 1997.
- Victoire en 1985 1987 1995 et 1997
- Partie partagée en 1989 (la coupe reste en Europe)
- Victoire en tant que vice-capitaine en 2002
- Nommé capitaine de la Ryder Cup 2006
- Vainqueur de la Ryder Cup 2006 en tant que capitaine (18.5-9.5)